# Anii 2010 în film
- Anii 2000 în cinematografie — Anii 2010 în cinematografie — Anii 2020 în cinematografie

În anii 2010 au avut loc mai multe evenimente în industria filmului:

## Filme
Aceasta este o listă incompletă de filme produse în anii 2010:
- 2010: Alice în Țara Minunilor (film din 2010), Cartea lui Eli, Discursul regelui, Eu când vreau să fluier, fluier (film), Harry Potter și Talismanele Morții. Partea 1, Nuntă în Basarabia, Omul-lup, Prințul Persiei: Nisipurile timpului, Rețeaua de socializare, Robin Hood (film din 2010), Wall Street: Banii sunt făcuți să circule
- 2011: 11-11-11, Apollo 18 (film), Aventurile lui Tintin: Secretul Licornului, Bună! Ce faci?, Creatura (film din 2011), Harry Potter și Talismanele Morții. Partea 2 (film), Mașini 2, Scufița Roșie (film din 2011), Sherlock Holmes: Jocul umbrelor
- 2012: Când lumile se ciocnesc (film din 2012), Hobbitul (film din 2012), Moștenirea lui Bourne, Prometheus (film), Total Recall (film din 2012)
- 2013: The Texas Chainsaw Massacre 3D, Hansel and Gretel: Witch Hunters, Scary Movie 5, Oz: The Great and Powerful, Ender's Game
- 2014:
- în viitor: Avatar 2

## Nașteri
2010:

## Decese
2010: